# Syndrom Kotowa
Syndrom Kotowa – zjawisko szachowe opisane po raz pierwszy w książce Myśl jak arcymistrz autorstwa Aleksandra Kotowa. Ma ono miejsce, gdy gracz długo zastanawia się nad ruchem przy skomplikowanej pozycji na szachownicy, ale nie może znaleźć dobrego wyjścia. W końcu zauważa, że stracił dużo czasu, więc szybko wykonuje często zupełnie nieprzemyślany ruch, który prowadzi ostatecznie do porażki.
Jedna z piosenek na płycie Appeal to Reason grupy Rise Against nosi tytuł Kotov Syndrome.